# Reese McCall
Reese McCall (Bessemer, 16 giugno 1956) è un ex giocatore di football americano statunitense che ha militato nel ruolo di tight end nella National Football League (NFL).

## Carriera
Al college McCall giocò a football a Auburn. Fu scelto dai Baltimore Colts come venticinquesimo assoluto nel Draft NFL 1978. Vi giocò fino alla stagione 1982 dopo di che passò le ultime tre annate in carriera con i Detroit Lions.